# Julian Łukaszkiewicz
Julian Antoni Łukaszkiewicz (ur. 14 grudnia 1857 w Rzeszowie, zm. 3 listopada 1937 tamże) – duchowny rzymskokatolicki, kanonik, pisarz, publicysta, działacz społeczny i polityczny.

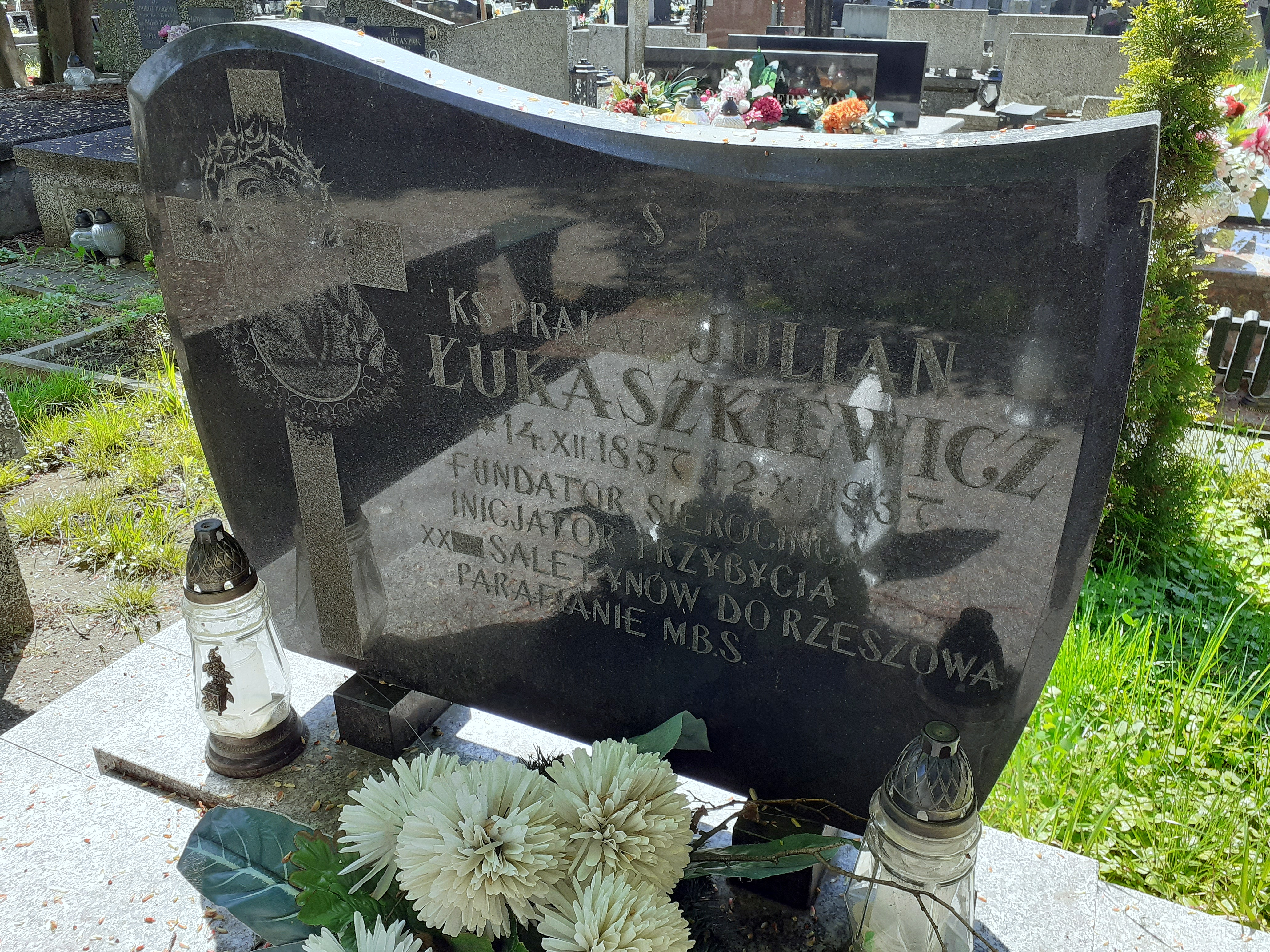
Nagrobek Juliana Łukaszkiewicza

## Życiorys
Syn Józefa i Anny z domu Spaltenstein. Ukończył studia teologiczne na Wydziale Teologicznym Uniwersytetu Franciszkańskiego we Lwowie. W 1881 otrzymał święcenia kapłańskie. Pełnił funkcję kapelana na zamku książąt Sapiehów w Krasiczynie, ponadto posługiwał w parafiach w Małopolsce Wschodniej, a także w niemieckiej Bawarii i we Włoszech, działając na rzecz Polonii (m.in. utworzył Dom Polski, wspierał legionistów).
Po odzyskaniu przez Polskę niepodległości w 1918 powrócił do ojczyzny. Zamieszkał na Górnym Śląsku, gdzie organizował plebiscyt na Górnym Śląsku. Był dyrektorem seminarium w Liskowie, pracował jako kapelan w Pniewie i w Grudziądzu. Równolegle studiował w zakresie filozofii i historii w Poznaniu. Przeszedł na emeryturę i osiadł w rodzinnym Rzeszowie. Został działaczem społecznym. Był fundatorem placówki, którą został później Sanktuarium Matki Bożej Saletyńskiej w Rzeszowie przy parafii pod tym wezwaniem, zakupując 8 września 1931 z okazji 59-lecia kapłaństwa dwa morgi ziemi przy ul. Dąbrowskiego 59 w Rzeszowie. Stworzył zakład wychowawczy dla zaniedbanych chłopców, który od 1936 prowadzili sprowadzeni przez niego Misjonarze Saletyni. Był założycielem, Chrześcijańskiego Koła Mieszczańskiego, współzałożycielem Towarzystwa Regionalnego Ziemi Rzeszowskiej, pierwszego miejskiego muzeum w Rzeszowie, któremu przekazał swoje zbiory biblioteczne. Otrzymał szereg odznaczeń.
Zmarł 3 listopada 1937 i został pochowany na tamtejszym cmentarzu Pobitno.

## Publikacje
- Żywoty Świętych[4]
- Złota Książka Polskiej Dziewicy (1895)
- Dzwony w Krośnie, obrazek z życia (1900)

## Odznaczenia i wyróżnienia
- Order Świętych Cyryla i Metodego
- Order Ziemi Świętej
- Honorowy kapelan Bazyliki Loretańskiej
- Honorowy szambelan SS. Dom Nazaret.